# Torneo WTA de Auckland
El Torneo de Auckland (o ASB Classic) es un torneo profesional de tenis femenino que tiene lugar en Auckland, Nueva Zelanda. Desde 1986, este campeonato es un evento oficial de la WTA en la categoría WTA 250 y es jugado en cancha dura la primera semana del año.
A partir de la edición 2008, las canchas cambiaron a la superficie Plexicushion, reemplazando a la anterior Rebound Ace debido a que el mismo cambio lo realizó el Abierto de Australia y este torneo forma parte de la gira de Oceanía previo a este Grand Slam.

## Campeonas

### Individual
| Año  | Campeona                                           | Finalista                                          | Marcador                                           |
| ---- | -------------------------------------------------- | -------------------------------------------------- | -------------------------------------------------- |
| 1986 | Anne Hobbs                                         | Louise Field                                       | 6-3, 6-1                                           |
| 1987 | Gretchen Magers                                    | Terry Phelps                                       | 6-2, 6-3                                           |
| 1988 | Patty Fendick                                      | Sara Gomer                                         | 6-3, 7-6                                           |
| 1989 | Patty Fendick                                      | Belinda Cordwell                                   | 6-2, 6-0                                           |
| 1990 | Leila Meskhi                                       | Sabine Appelmans                                   | 6-1, 6-0                                           |
| 1991 | Eva Sviglerová                                     | Andrea Strnadová                                   | 6-2, 0-6, 6-1                                      |
| 1992 | Robin White                                        | Andrea Strnadová                                   | 2-6, 6-4, 6-3                                      |
| 1993 | Elna Reinach                                       | Caroline Kuhlman                                   | 6-0, 6-0                                           |
| 1994 | Ginger Helgeson-Nielsen                            | Inés Gorrochategui                                 | 7-6(4), 6-3                                        |
| 1995 | Nicole Bradtke                                     | Ginger Helgeson-Nielsen                            | 3-6, 6-2, 6-1                                      |
| 1996 | Sandra Cacic                                       | Barbara Paulus                                     | 6-3, 1-6, 6-4                                      |
| 1997 | Marion Maruska                                     | Judith Wiesner                                     | 6-3, 6-1                                           |
| 1998 | Dominique van Roost                                | Silvia Farina Elia                                 | 4-6, 7-6, 7-5                                      |
| 1999 | Julie Halard-Decugis                               | Dominique van Roost                                | 6-4, 6-1                                           |
| 2000 | Anne Kremer                                        | Cara Black                                         | 6-4, 6-4                                           |
| 2001 | Meilen Tu                                          | Paola Suárez                                       | 7-6(8), 6-2                                        |
| 2002 | Anna Smashnova                                     | Tatiana Panova                                     | 6-2, 6-2                                           |
| 2003 | Eleni Daniilidou                                   | Cho Yoon-jeong                                     | 6-4, 4-6, 7-6(2)                                   |
| 2004 | Eleni Daniilidou                                   | Ashley Harkleroad                                  | 6-3, 6-2                                           |
| 2005 | Katarina Srebotnik                                 | Shinobu Asagoe                                     | 5-7, 7-5, 6-4                                      |
| 2006 | Marion Bartoli                                     | Vera Zvonareva                                     | 6-2, 6-2                                           |
| 2007 | Jelena Janković                                    | Vera Zvonareva                                     | 7-6(9), 5-7, 6-3                                   |
| 2008 | Lindsay Davenport                                  | Aravane Rezai                                      | 6-2, 6-2                                           |
| 2009 | Yelena Dementieva                                  | Yelena Vesnina                                     | 6-4, 6-1                                           |
| 2010 | Yanina Wickmayer                                   | Flavia Pennetta                                    | 6-3, 6-2                                           |
| 2011 | Greta Arn                                          | Yanina Wickmayer                                   | 6-3, 6-3                                           |
| 2012 | Jie Zheng                                          | Flavia Pennetta                                    | 2-6, 6-3, 2-0, ret.                                |
| 2013 | Agnieszka Radwańska                                | Yanina Wickmayer                                   | 6-4, 6-4                                           |
| 2014 | Ana Ivanović                                       | Venus Williams                                     | 6-2, 5-7, 6-4                                      |
| 2015 | Venus Williams                                     | Caroline Wozniacki                                 | 2-6, 6-3, 6-3                                      |
| 2016 | Sloane Stephens                                    | Julia Görges                                       | 7-5, 6-2                                           |
| 2017 | Lauren Davis                                       | Ana Konjuh                                         | 6-3, 6-1                                           |
| 2018 | Julia Görges                                       | Caroline Wozniacki                                 | 6-4, 7-6(4)                                        |
| 2019 | Julia Görges                                       | Bianca Andreescu                                   | 2-6, 7-5, 6-1                                      |
| 2020 | Serena Williams                                    | Jessica Pegula                                     | 6-3, 6-4                                           |
| 2021 | Torneo cancelado debido a la Pandemia de COVID-19. | Torneo cancelado debido a la Pandemia de COVID-19. | Torneo cancelado debido a la Pandemia de COVID-19. |
| 2022 | Torneo cancelado debido a la Pandemia de COVID-19. | Torneo cancelado debido a la Pandemia de COVID-19. | Torneo cancelado debido a la Pandemia de COVID-19. |
| 2023 | Cori Gauff                                         | Rebeka Masarova                                    | 6-1, 6-1                                           |
| 2024 | Cori Gauff                                         | Elina Svitolina                                    | 6-7(4), 6-3, 6-3                                   |

### Dobles
| Año  | Campeonas                                          | Finalistas                                         | Marcador                                           |
| ---- | -------------------------------------------------- | -------------------------------------------------- | -------------------------------------------------- |
| 1996 | Els Callens Julie Halard-Decugis                   | Jill Hetherington Kristine Radford                 | 6-1, 6-0                                           |
| 1997 | Janette Husárová Dominique Van Roost               | Aleksandra Olsza Elena Pampúlova                   | 6-2, 6-7(5), 6-3                                   |
| 1998 | Nana Miyagi Tamarine Tanasugarn                    | Julie Halard-Decugis Janette Husárová              | 7-6(1), 6-4                                        |
| 1999 | Silvia Farina Barbara Schett                       | Seda Noorlander Marlene Weingärtner                | 6-2, 7-6(2)                                        |
| 2000 | Cara Black Alexandra Fusai                         | Barbara Schwartz Patricia Wartusch                 | 3-6, 6-3, 6-4                                      |
| 2001 | Alexandra Fusai Rita Grande                        | Emmanuelle Gagliardi Barbara Schett                | 7-6(4), 6-3                                        |
| 2002 | Nicole Arendt Liezel Huber                         | Květa Hrdličková Henrieta Nagyová                  | 7-5, 6-4                                           |
| 2003 | Teryn Ashley Abigail Spears                        | Cara Black Elena Likhovtseva                       | 6-2, 2-6, 6-0                                      |
| 2004 | Mervana Jugić-Salkić Jelena Kostanić               | Virginia Ruano Paola Suárez                        | 7-6(6), 3-6, 6-1                                   |
| 2005 | Shinobu Asagoe Katarina Srebotnik                  | Leanne Baker Francesca Lubiani                     | 6-3, 6-3                                           |
| 2006 | Elena Likhovtseva Vera Zvonareva                   | Émilie Loit Barbora Strýcová                       | 6-3, 6-4                                           |
| 2007 | Janette Husárová Paola Suárez                      | Su-Wei Hsieh Shikha Uberoi                         | 6-0, 6-2                                           |
| 2008 | Mariya Koryttseva Lilia Osterloh                   | Martina Müller Barbora Záhlavová-Strýcová          | 6-3, 6-4                                           |
| 2009 | Nathalie Dechy Mara Santangelo                     | Nuria Llagostera Arantxa Parra                     | 4-6, 7-6(3), [12-10]                               |
| 2010 | Cara Black Liezel Huber                            | Natalie Grandin Laura Granville                    | 7-6(4), 6-2                                        |
| 2011 | Květa Peschke Katarina Srebotnik                   | Sofia Arvidsson Marina Erakovic                    | 6-3, 6-0                                           |
| 2012 | Andrea Hlaváčková Lucie Hradecká                   | Flavia Pennetta Julia Görges                       | 6-7(4), 6-2, [10-7]                                |
| 2013 | Cara Black Anastasia Rodionova                     | Anastasia Rodionova Yaroslava Shvédova             | 6-2, 2-6, [10-5]                                   |
| 2014 | Sharon Fichman María Sánchez                       | Lucie Hradecká Michaëlla Krajicek                  | 2-6, 6-0, [10-4]                                   |
| 2015 | Sara Errani Roberta Vinci                          | Shuko Aoyama Renata Voráčová                       | 6-2, 6-1                                           |
| 2016 | Elise Mertens An-Sophie Mestach                    | Danka Kovinić Barbora Strýcová                     | 2-6, 6-3, [10-5]                                   |
| 2017 | Kiki Bertens Johanna Larsson                       | Demi Schuurs Renata Voráčová                       | 6-2, 6-2                                           |
| 2018 | Sara Errani Bibiane Schoofs                        | Eri Hozumi Miyu Kato                               | 7-5, 6-1                                           |
| 2019 | Eugénie Bouchard Sofia Kenin                       | Paige Mary Hourigan Taylor Townsend                | 1-6, 6-1, [10-7]                                   |
| 2020 | Asia Muhammad Taylor Townsend                      | Serena Williams Caroline Wozniacki                 | 6-4, 6-4                                           |
| 2021 | Torneo cancelado debido a la Pandemia de COVID-19. | Torneo cancelado debido a la Pandemia de COVID-19. | Torneo cancelado debido a la Pandemia de COVID-19. |
| 2022 | Torneo cancelado debido a la Pandemia de COVID-19. | Torneo cancelado debido a la Pandemia de COVID-19. | Torneo cancelado debido a la Pandemia de COVID-19. |
| 2023 | Miyu Kato Aldila Sutjiadi                          | Bethanie Mattek-Sands Leylah Fernandez             | 1-6, 7-5, [10-4]                                   |
| 2024 | Anna Danilina Viktória Kužmová                     | Marie Bouzková Bethanie Mattek-Sands               | 6-3, 6-7(5), [10-8]                                |